# Cidokom (Gunung Sindur)
Cidokom is een bestuurslaag in het regentschap Bogor van de provincie West-Java, Indonesië. Cidokom telt 7208 inwoners (volkstelling 2010).